# 桑原高雄
桑原 高雄（くわばら たかお、1951年4月15日 - ）は、日本のITコンサルタント。愛媛県出身、立命館大学理工学部卒業。
- 1974年3月：大学卒業後、IT関係の老舗企業に入社。以来、ソフトウェア開発部門に所属し、さまざまなソフトウェア開発プロジェクトに従事。
- 2003年3月：技術本部に異動、EPMシステムの導入と全社利用展開に従事。
- 2006年3月：プロジェクトマネジメント室の創設に伴い、PMO活動に従事。

米国PMI認定PMP。修習技術者（情報工学）。
2011年5月：定年退職後は、フリーのITコンサルタントとして活動。専門は、
- ITプロジェクトマネジメントの指導や教育
- javaによるオブジェクト指向設計開発の指導や教育
- 執筆活動や講演活動

## 著書
2008年12月：『抜群にプロジェクトを成功させる技術』 技術評論社（ISBN：9874774137162）